# Градищанские хорваты
Градища́нские хорва́ты (также бургенландские хорваты, градищанцы; хорв. gradišćanski hrvati; нем. Burgenlandkroaten; венг. burgenlandi horvátok) — субэтническая общность хорватов, населяющая федеральную землю Бургенланд (Градище) в Австрии, а также соседние с Бургенландом районы Венгрии, Чехии и Словакии. Одна из самых крупных обособленных общностей хорватов за рубежом. Численность градищанцев — около 35 000 человек.
Предки градищанцев стали массово заселять опустевшие области на западе Венгрии с XVI века. Переселения хорватов были вызваны разными причинами, основной из которых была постоянная угроза турецких набегов на хорватские земли. К настоящему времени из-за эмиграции и ассимиляционных процессов, активнее всего протекавших в XX веке, область расселения градищанских хорватов значительно уменьшилась.
Общность градищанских хорватов включает несколько групп, различающихся происхождением, диалектными чертами и особенностями традиционной культуры. Основное средство общения в быту градищанцев — говоры чакавского наречия, у некоторых групп градищан распространены говоры штокавского наречия, в ряде сёл используются также кайкавские говоры. Хорватский литературный язык не получил распространения в Градище, в качестве литературной нормы градищанские хорваты используют региональный градищанско-хорватский язык, базирующийся на местных говорах. В 1987 году конституционный суд Австрии признал стандартный градищанско-хорватский язык вторым официальным языком Бургенланда. Верующие градищане — католики.

## Ареал и численность

Земля Бургенланд на карте Австрии

Градищанские хорваты живут в иноэтничном окружении среди австрийцев, венгров, чехов и словаков. Основная область их расселения — австрийская федеральная земля Бургенланд (по-хорватски, Градище), протянувшаяся узкой полосой вдоль границы с Венгрией. В широком смысле понятие Градище (а также градищанцы и градищанские говоры) употребляется также по отношению к поселениям хорватов в Западной Венгрии, Юго-восточной Чехии и Юго-западной Словакии. В Венгрии градищанцы живут в селениях, расположенных в приграничных районах с Австрией, в Словакии — в окрестностях Братиславы, в Чехии — в южных районах Моравии. Хорваты Нижней Австрии по большей части были ассимилированы австрийцами. Численность моравских хорватов сократилась после их выселения в 1948 году в другие районы Чехии. Значительное число градищанских хорватов эмигрировало в Северную Америку. Некоторая часть градищанцев после передачи их земель в 1921 году Австрии, поселилась в Вене. Численность хорватов в Градище постоянно снижается из-за ассимиляции и эмиграции. В 1951 число градищанцев составило 12,5 % от общей численности населения Бургенланда, в 1971 году — около 9 %, а в 1991 году — около 7,2 % (19 460 человек). По оценкам хорватских церковных и культурных организаций на рубеже XX—XXI веков в Бургенланде насчитывается около 35 тысяч хорватов.

## Происхождение и история
Предки градищан стали заселять опустевшие от нашествия турок-османов области на западе Венгрии уже в XV веке. Массовые же миграции хорватов на эту территорию начались позднее с XVI века. Предки градищан уезжали из родных земель из-за турецких набегов, тяжёлых налогов и голода. Кроме того, важную роль в переселениях хорватов сыграли правящие круги Венгрии и крупные землевладельцы (Баттьяни, Надашди, Зринские и другие), которым нужно было заселить крестьянами опустевшие земли на западе Венгрии, на юге Штирии и в Нижней Австрии, и набрать ополчение на случай вторжения турок. Землевладельцы также организовывали переезд свободных крестьян «по найму». В Хорватию приезжали гонцы-наниматели, они агитировали хорватов переезжать на новые земли, составляли договоры от имени землевладельцев об условиях переселения. По таким договорам из Хорватии уезжали не только семьи, но и почти целые сёла. Также землевладельцы переселяли своих подданных крестьян. Предположительно, таким образом возникло село Пинковац/ Гюттенбах.
Предки градищанских хорватов мигрировали из нескольких районов Хорватии — из Лики, Крбавы, Западной Боснии, Кордуна, Бановины, Горски-Котара и Славонии — и расселялись на западе Венгрии, частично в словенской Крайне, Каринтии, Штирии, Словакии и Моравии, а также в долине реки Купа, в районах Чабара и Брода, в прибрежных районах от Сеня до Риеки. Выделяют три основных волны переселения. Первая относится к 1530 году, в это время переселялись хорваты из районов от Уны до Велебита и от Купы в Горски-Котаре до Капелы. Эти территории с 1503 по 1527 годы подвергались частым набегам турок. В 1540 году, во вторую волну переселялись хорваты из Славонии. Третья волна была связана с миграциями населения междуречья Уны и Купы в 1550-х и 1560-х годах. Основными областями расселения хорватов были окрестности Гюссинга, Вайден-бай-Рехница и Штадтшлайнинга, северо-запад Шопронского региона, окрестности Айзенштадта/Железно, земли от Шопрона до Дуная и Братиславы, в Нижней Австрии — земли к востоку от Вены и земли в междуречье Дуная и Лайты, юг Моравии и районы Словакии до Малых и Белых Карпат. Всего на указанной территории насчитывалось до 300 сёл.
В 1533 году протест против переселений хорватов заявил Хорватский сабор, он выступил с требованием вернуть хорватское население назад после того, как угроза турецких нападений пройдёт. Между тем, войны с турками-османами растянулись на долгое время. Хорватские переселенцы приспособились к новым условиям жизни и уже во втором поколении все связи с родиной у них практически полностью были разорваны. Несмотря на потерю контактов с хорватскими землями, градищанские хорваты сохранили родной язык и традиции. В то же время длительное обособленное от Хорватии культурно-историческое развитие градищанцев привело к формированию у них своеобразных черт культуры, к появлению собственной литературы, образования и науки, а также к созданию своего литературного языка.
До середины XIX века выразителями национальной идеи хорватов были католические священники, во второй половине XIX века к национальному движению присоединилась появившаяся в это время градищанская интеллигенция. Одной из основных задач перед лидерами национального движения была стандартизация градищанско-хорватского языка. Развитию национального движения и сохранению хорватской идентичности в некоторой степени способствовало принятие в 1968 году Закона о правах национальностей, предоставлявшего национальным меньшинствам свободу культурно-языкового развития. Хорватский язык проник в церковную службу, образование и местную администрацию. Учреждение церковных шестилетних школ способствовало распространению национального движения среди сельского населения. Представители хорватского движения объединялись во главе с общественным деятелем М. Мершичем-Милорадичем. В 1910 году был начат выпуск газеты Naše novine, способствовавшей дальнейшей национальной, языковой и культурной интеграции градищанских хорватов. Одновременно с процессами национального возрождения наблюдался процесс ассимиляции хорватов доминирующими народами Бургенланда.
С 1918 года после распада Австро-Венгрии процесс ассимиляции градищанских хорватов ускорился поскольку их область расселения была разделена между тремя государствами — Австрией, Венгрией и Чехословакией. В 1921 году большая часть хорватских земель оказалась в составе Австрии, во вновь учреждённой федеральной земле Бургенланд. С этого времени появилось название Градище, предложенное М. Мершичем-Милорадичем как хорватский перевод названия австрийской земли. Также и этноним с 1921 года градищанские (бургенландские) хорваты вошёл в литературу, а затем в повседневный обиход. В Австрии в хорватских начальных школах постепенно стали вводить преподавание немецкого языка и закрывать двуязычные школы. С 1937 года введение закона о школах в Бургенланде приостановило германизацию образования, но после аннексии Австрии Германией в 1938 году этот закон был отменён. Только в 1955 году в Австрии градищанцы были признаны национальным меньшинством, хорватский язык стал официально использоваться в школьном обучении, судебных органах и администрации.
В 1960 году была создана самостоятельная епархия Железно/Айзенштадт. В 1972 году был создан Комитет, отстаивающий права градищанских хорватов. Согласно закону о национальных меньшинствах 1976 года сфера использования хорватского языка была ограничена. После того, как часть закона, касающаяся хорватского языка, была оспорена в суде, в 1987 году она была отменена и хорватский был введён как официальный в 6 из 7 районов Бургенланда. Градищанскими хорватами в Австрии были созданы такие общественные организации, как Общество градищанскохорватской культуры в Вене (1934), Хорватское книжное издательство (1947) и Хорватский академический клуб в Вене (1948), а также издания Crikveni glasnik (1946), Naše selo i Naš tjednik (1947), Naša domovina (1952), Glas (1957), Novi glas (1969), Put (1981). В 1993 году хорватские организации направили своих представителей в Совет по делам национальных меньшинств австрийского правительства.

## Локальные группы

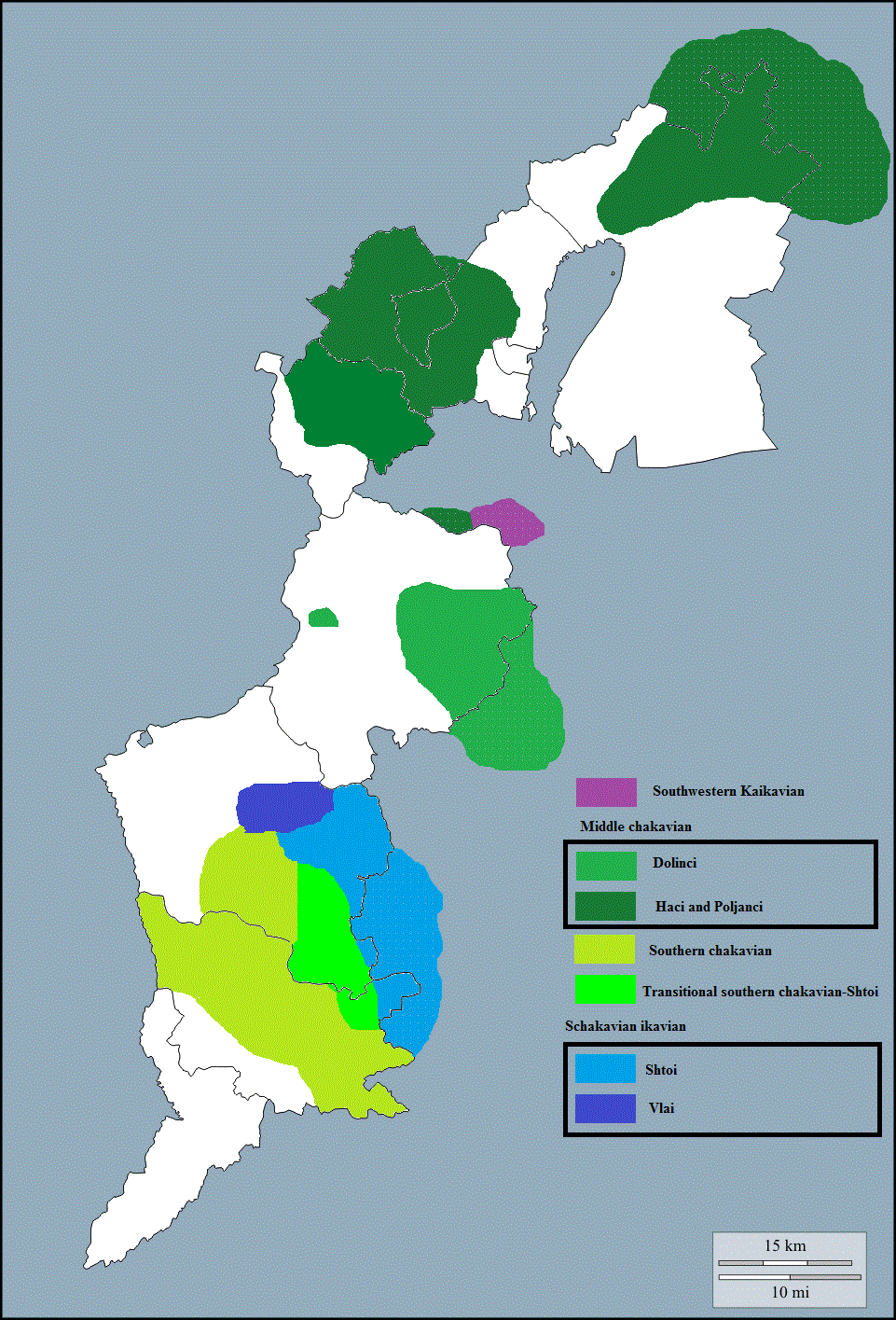
Говоры и субэтнические группы градищанских хорватов

Территориально Градище делится на три области, в которых выделяют пять локальных групп градищанских хорватов. Северное Градище населяют полянцы и хаты, Среднее Градище населяют долинцы, в Южном Градище живут влахи и штои. Особое объединение, не имеющее собственного самоназвания составляют хорваты Южного Градища, говорящие на чакавском диалекте. Для каждой из групп характерны свои культурно-бытовые особенности и диалектные отличия.

## Язык

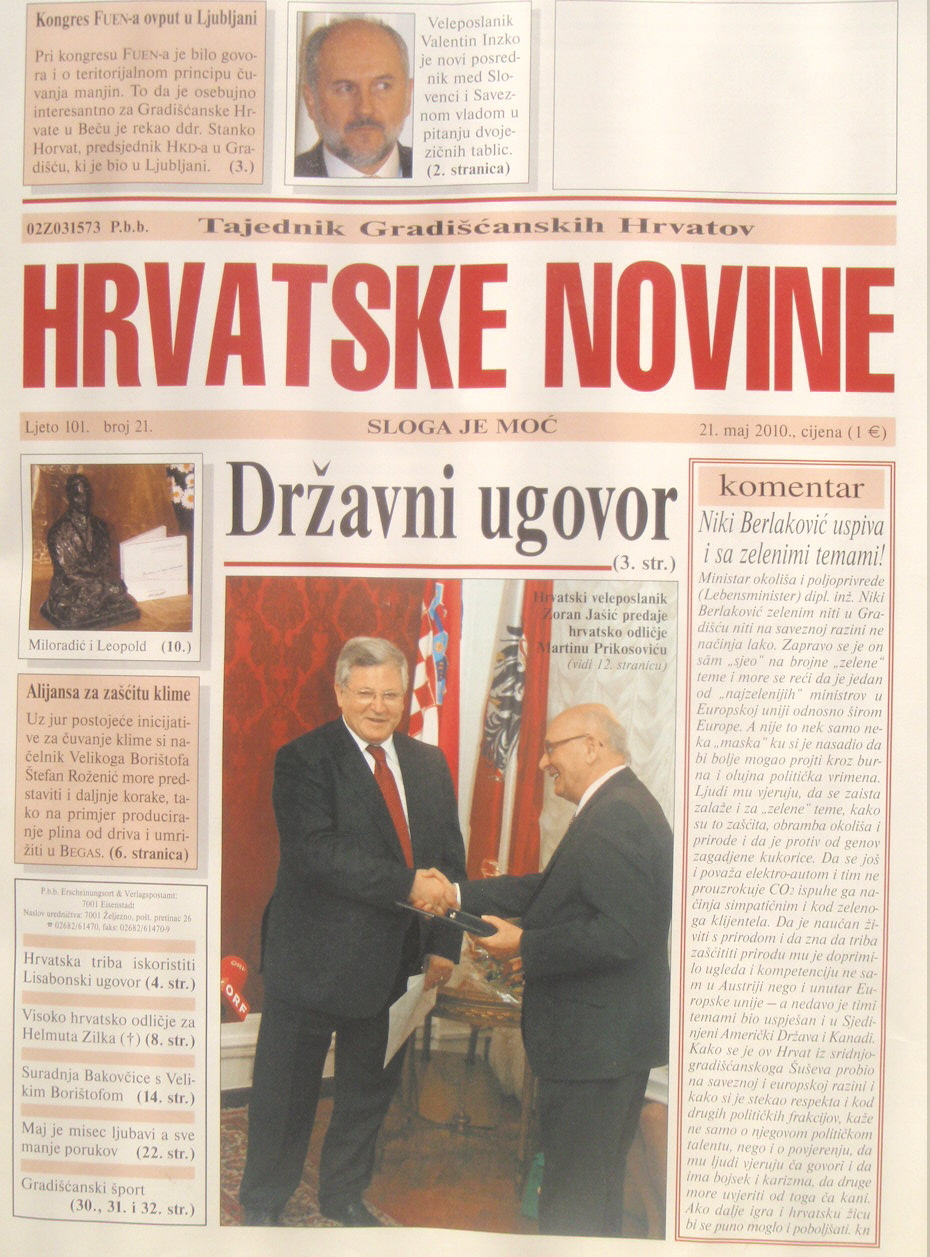
Hrvatske novine — еженедельная газета градищанских хорватов

Основной массив градищанских хорватов использует в быту говоры чакавского наречия. Часть градищанцев используют также говоры штокавского наречия и отчасти кайкавского наречия. К чакавоязычному населению относят группы хатов, полянцев, долинцев, а также жителей семи так называемых южночакавских сёл. Говоры штокавского наречия распространены среди групп штоев и влахов. Говоры кайкавского наречия сохраняются в нескольких сёлах. Говоры трёх основных наречий в Градище (так же, как в самой Хорватии) характеризуют глубокие диалектные различия.
В говорах чакавского наречия сохраняется старое место ударения с трёхакцентной системой (krãlj «король», nogȁ «нога», rûku «руку»), в которой имеется особая восходящая интонация, известная под названием чакавский акут (˜). По произношению рефлекса праславянской гласной *ě («ять») градищанские говоры относятся к экавско-икавскому типу (leto «лето, год», delo «работа», но dite «ребёнок», rika «река»), реже встречается икавский тип, в частности, в селении Штинац (Стиняки). Имеются также лексические особенности, в числе которых форма вопросительного местоимения «что» — ča.
В говорах штокавского наречия сохраняется старая акцентуация, в ряде говоров, например, в говоре селения Вайден-бай-Рехниц (Бандол), отмечаются некоторые местные акцентные инновации. За редким исключением преобладает икавский тип произношения. Отмечается наличие своеобразной штокавской лексики, включающей помимо прочего форму местоимения «что» — što.
В говорах кайкавского наречия, сохраняющихся в небольшом числе селений (в Хидегсеге (Ведешине), Фертохомоке (Хомоке), Хорватски-Гробе и других), отмечается широкая вариативность рефлекса ě от монофтонгов (e̯, ẹ) до дифтонгов (je, (i)je / i̯e, (i)i̯e) в зависимости от ударной или безударной позиции гласного или от её фонетического окружения. Также наблюдается нейтрализация интонации ударения типа (˜). Формы с кайкавской метатонией чаще всего отсутствуют. Среди кайкавских лексических особенностей выделяется форма местоимения «что» — kaj.
Градищанско-хорватский (бургенландско-хорватский, градищанский) литературный язык базируется на чакавской диалектной основе. В нём отмечается значительный пласт лексических заимствований из немецкого, венгерского и частично из словацкого языков. Более того, в литературном языке градищанских хорватов отмечается немецкое и венгерское влияние также в фонетике и синтаксисе. Для современного состояния градищанского языка характерны процессы сближения с хорватским литературным языком, которые впервые проявились ещё в XIX веке. Под влиянием общехорватского в градищанском изменилась графика и орфография, специальная лексика и фонетика. В меньшей степени общехорватский повлиял на морфологию. Несмотря на сближение с общехорватским (опирающимся на штокавскую основу) градищанский язык продолжает сохранять свои собственные языковые особенности.
Одновременно градищанско-хорватский можно рассматривать и как самостоятельный малый литературный язык (в Бургенланде) и как вариант хорватского литературного языка на чакавской основе (в Хорватии). В современном Бургенланде наблюдается распространение градищанского литературного языка не только в письменной, но и в устной сфере. На основе литературной формы у градищанцев складывается наддиалектное койне. Сохранение своей языковой обособленности градищанские хорваты рассматривают как важный фактор сохранения их этнической общности в среде немецкого и венгерского большинства. В связи с этим функция градищанского языка не ограничивается сферами одной только коммуникации, а охватывает также области культурной и духовной жизни градищанских хорватов как этнической группы.
Письменность на градищанско-хорватском развивается с XVI века. Началом грамматической кодификации считают 1919 год, лексикографической — 1982 год. После переселения хорватов в Западную Венгрию они продолжали использовать в письменности те литературные формы, которые были распространены в то время в Хорватии — чакавску, штокавскую, кайкавскую и церковнославянскую. Градищанско-хорватский используется не только в художественной литературе, в издании периодики, в церковных службах и общении в учреждениях культуры, на также на радио и телевидении.

## Культурно-бытовые особенности
Группы градищанских хорватов представляют собой своеобразную этнокультурную общность, достаточно рано отделившуюся от основного хорватского этнического массива и длительное время развивавшуюся в иноэтничном окружении. История формирования градищанских хорватов предопределила развитие специфических культурно-бытовых особенностей, привлекающих на протяжении долгого времени внимание большого числа этнографов. Градищанцы представляли ранее в основном сельское население, соответственно их основным занятием было сельское хозяйство, в первую очередь, разведение скота и виноградарство. Кроме того, хорваты Градища занимались торговлей и ремёслами — кузнечным, сапожным, портным и другими. У градищанцев традиционно преобладали большие семьи. Был развит устный фольклор, на который впервые обратил внимание Ф. Курелац. В 1981 году он начал собирать народные песни и рассказы хорватов, живших на территории современного Градища. Формы устного литературного творчества отчасти бытуют у градищанцев и в настоящее время. В некоторых сёлах сохраняются старинные обычаи, связанные со сватовством, похоронными и поминальными обрядами. Своеобразные традиции сопровождают рождественские, новогодние и пасхальные праздники. Отмечается вера в фей, ведьм и прочих мифических существ. Народный костюм в Градище перестали носить после Первой мировой войны. Наиболее старые изображения и описания народной одежды градищанцев относят к началу XIX века.